# 조형우
조형우(曺炯雨, 1987년 12월 15일 ~ )는 《스타 오디션 위대한 탄생》출신의 대한민국의 가수이다.

## 생애
조형우는 1987년 서울특별시에서 태어나 연세대학교 주거환경학과 재학 중에 2007년 《MBC 대학가요제》에 비지윅스 멤버로 참여하여 본선까지 진출하였으며, 2010년 ~ 2011년 MBC에서 방송된 《스타 오디션 위대한 탄생》에 출연하여 TOP 10의 자리에 등극했다.
오디션 과정에서 비틀즈의 LET IT BE, 신승훈의 라디오를 켜봐요등을 부르며 잠재력과 음악성에 큰 호평을 받았으며, 의식있는 노래를 부를 가수라는 별칭을 얻기도 했다.
2013년 EP 앨범 'Romantic Spring'으로 데뷔하였다.

## 음원

#### MBC 대학가요제
- 2007년 10월 12일 : 2007 MBC 대학가요제 - 비지윅스 별의노래

#### 스타 오디션 위대한 탄생
- 2011년 4월 20일 : 스타오디션 위대한 탄생 Part 2. 위대한 팝송 부르기 - Can`t Take My Eyes Off You
- 2011년 10월 4일 : 위대한 탄생 Pure Love Of The Great Birth - Yellow Green - 너를 비운다

## 음반 목록

### EP
| 제목      | 정보 | 가온 앨범 차트 | 가온 앨범 차트 | 가온 앨범 차트 | 판매량      |
| 제목      | 정보 | 주간           | 월간           | 연간           | 판매량      |
| --------- | --- | -------------- | -------------- | -------------- | ----------- |
| 《HIM》   | - 발매일: 2014년 10월 17일 - 발매사: 로엔 엔터테인먼트 - 기획사: 미스틱 엔터테인먼트 - 포맷: CD, 디지털 다운로드 | 45             | 89             | -              | - KOR: 533+ |
| 《Where》 | - 발매일: 2018년 8월 28일 - 발매사: 카카오M - 기획사: 미스틱 엔터테인먼트 - 포맷: CD, 디지털 다운로드            | 86             | -              | -              | -           |

### 디지털 싱글
- 2014: 〈Rain On Me〉
- 2015: 〈흉터〉
- 2017: 〈꿈꾸는 잉여〉

### 오리지널 사운드트랙
- 2014: 〈채널 고정〉 - 드라마 《오만과 편견》 OST Part 2
- 2016: 〈Fine〉 - 드라마 《쇼핑왕 루이》 OST Part 8
- 2018: 〈Wild Dream〉 - 드라마 《으라차차 와이키키 》 Part 2

### 참여 음반
- 2013: 《Romantic Spring》

## 주요 활동

### 방송
- 2010년~2011년 : MBC 《스타 오디션 위대한 탄생》
- 2011년 : MBC 《세상을 바꾸는 퀴즈》(약칭:  세바퀴)
- 2011년 11월 29일 : MBC 《아름다운 콘서트》(약칭:  아이콘)
- 2014년 : OGN 《켠김에 왕까지》
- 2016년 : MBC 《마이 리틀 텔레비전》

### 공연
- 2011년 5월 12일 : 연세대학교 방송제 숲속의 향연 공연
- 2011년 5월 13일 : 연세대학교 축제 아카라카 공연
- 2011년 9월 29일 : 우리가GREEN신촌 신촌 오래뜰 공연
- 2011년 10월 29일: 청연문화축제 공연
- 2011년 11월 25일,26일: 2011년 홈리스문화축제 공연

### 기타
- 2011년 : <KT 기업 홍보 영상 촬영>[4]
- 2011년 : <신승훈 20주년 그랜드 피날레 콘서트 게스트>[5]
- 2011년 : <김연우 '戀雨 속 연우' 콘서트 게스트>[6]
- 2011년 : <행정안전부 개인정보보호법 홍보대사>[7]
- 2011년 : <한국메이크어위시 재단 Make a Wish 앨범참여(재능기부)>

## 작품
- 별의노래: 2007 MBC 대학가요제 본선진출작 작사

## 같이 보기
- 신승훈
- 스타 오디션 위대한 탄생